# Teenage Mutant Ninja Turtles: Manhattan Missions
Teenage Mutant Ninja Turtles: Manhattan Missions es un videojuego de PC de 1991.
El objetivo del juego es completar una serie de misiones consistentes en niveles divididos en pantallas, para culminar con una batalla final contra Shredder. La jugabilidad es levemente similar a la del Príncipe de Persia original, con combates cuerpo a cuerpo. Las tortugas pueden descansar entre misiones y recuoerar energía, pero disponen de un tiempo total limitado para encontrar a Shredder. El juego está diseñado para ser jugado con teclado, y utiliza una tecla para cambiar entre los modos de caminar y luchar. Cada tortuga lleva su arma insignia y una cantidad de shuriken. Presionar la tecla Enter hace que las tortugas atquen, y la barra espaciadora permite que bloqueen ataques con base en la tecla de flecha que se esté presionando.
Manhattan Missions se caracteriza por su tono y ambientación, más serios y maduros que los de otros juegos de las TMNT de la época. El juego toma muchas características de los cómics originales de Mirage y las películas, mientras que los demás juegos se basaban principalmente en la serie de TV de 1987.
- Datos: Q2340473